# Ernesto Rojas Gana
Ernesto Manuel Rojas Gana (Requínoa, Región del Libertador Bernardo O'Higgins, Chile 14 de octubre de 1995), es un futbolista chileno que juega de delantero actualmente en Deportes Rengo de la Tercera División A de Chile. Debutó en el fútbol profesional en un partido contra Santiago Wanderers por la primera fecha de Copa Chile 2014-15 jugando por O'Higgins.

## Clubes
| Club              | País  | Año       |
| ----------------- | ----- | --------- |
| O'Higgins         | Chile | 2014      |
| Deportes Rengo    | Chile | 2015-2016 |
| Deportes Vallenar | Chile | 2016-2017 |
| Colchagua         | Chile | 2018      |
| Deportes Rengo    | Chile | 2019-Act. |